# Leroy Sané
Leroy Aziz Sané (Essen, 11 gennaio 1996) è un calciatore tedesco con cittadinanza francese, centrocampista o attaccante del Galatasaray e della nazionale tedesca.

## Biografia
Figlio di Souleyman Sané, ex calciatore con 55 presenze all'attivo con la nazionale senegalese, e di Regina Weber, ex campionessa di ginnastica ritmica tedesca. Nato ad Essen, città della Ruhr, è cresciuto a Wattenscheid, vicino al Lohrheidestadion.

## Caratteristiche tecniche
Viene spesso impiegato come trequartista o ala su entrambe le fasce. Può inoltre ricoprire il ruolo di centravanti. Sané è un mancino naturale, veloce e dotato di un buon dribbling. Grazie al buon senso della posizione sfrutta le aperture in difesa per segnare dalla corta distanza, tuttavia è in grado di fare gol tirando anche da fuori area, abilità che gli torna utile talvolta per riuscire a mettere a segno anche i calci di punizione. Considerato in giovane età tra i più talentuosi calciatori tedeschi della sua generazione, la sua discontinuità gli ha impedito di esprimere al meglio tutte le sue qualità.

## Carriera

### Club

#### Schalke 04

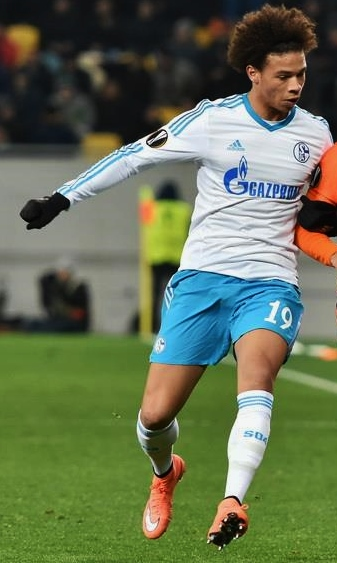
Sané con la maglia dello Schalke 04 nel 2016

Sané esordisce con la maglia dello Schalke 04 in Bundesliga e nel calcio professionistico il 20 aprile 2014, rimpiazzando Max Meyer al 77º in una gara conclusasi con una sconfitta esterna 3-1 sul campo dello Stoccarda. In seguito all'arrivo di Roberto Di Matteo sulla panchina dello Schalke, durante la stagione 2014-2015, entra stabilmente nella rosa della prima squadra.
Il 10 marzo 2015, al suo debutto in Champions League allo Stadio Bernabéu contro il Real Madrid, segna il gol del momentaneo 3-3 con un tiro di interno sinistro, in una partita poi conclusasi con il risultato di 3-4. Nel fine settimana seguente trova nuovamente la via della rete contro l'Hertha Berlino alla sua prima gara da titolare in campionato, ripetendosi il 19 aprile seguente in casa del Wolfsburg, andando in gol al termine di una progressione di oltre settanta metri.
Nella stagione 2015-2016, sotto la guida del nuovo tecnico André Breitenreiter, si ritaglia uno spazio importante nella formazione titolare, con 33 presenze finali in campionato (con 8 reti), 2 nella Coppa nazionale e 7 in Europa League (con 1 rete).

#### Manchester City
Il 2 agosto 2016 viene ceduto al Manchester City, con cui firma un contratto quinquennale, per circa 45 milioni di euro. Esordisce in Premier League con la divisa dei Citizens il 10 settembre nel derby di Manchester contro lo United, subentrando a Raheem Sterling al 60' minuto di gioco e, il 18 dicembre seguente sigla, al 47' minuto, la sua prima rete in campionato nella gara interna giocata contro l'Arsenal, terminata con il risultato di 2-1.
Nella seconda stagione con i Citizens Sané mostra dei miglioramenti, andando anche in doppia cifra nei gol segnati. Il 4 agosto 2019 durante la partita del FA Community Shield 2019, contro il Liverpool, si procura la rottura del legamento crociato anteriore del ginocchio destro, costringendolo ad uno stop forzato di almeno 6 mesi. Lascia i Citizens dopo 4 stagioni, raccogliendo 90 presenze e 25 gol in campionato e vincendo 2 campionati inglesi, 2 Coppe di Lega inglesi, una Coppa d'Inghilterra e 2 Supercoppe d'Inghilterra.

#### Bayern Monaco
Il 3 luglio 2020 passa a titolo definitivo al Bayern Monaco, firmando un accordo quinquennale, per 49 milioni di euro più 11 milioni di bonus. Il 18 settembre 2020 va in gol al suo debutto in Bundesliga, nella vittoria per 8-0 contro lo Schalke 04. Il 3 novembre seguente segna il suo primo gol in UEFA Champions League con il Bayern Monaco, nella vittoria in trasferta per 6-2 sul Red Bull Salisburgo. Con i bavaresi vince in cinque anni una Supercoppa UEFA, una Coppa del mondo per club FIFA, 4 campionati tedeschi e 3 Supercoppe di Germania e viene eletto miglior giocatore della fase a gironi della UEFA Champions League nel 2022-2023. Con i bavaresi disputa anche la Coppa del mondo per club FIFA 2025.

#### Galatasaray
Il 12 giugno 2025 firma con il Galatasaray un accordo triennale valido dal 1° luglio successivo.

### Nazionale

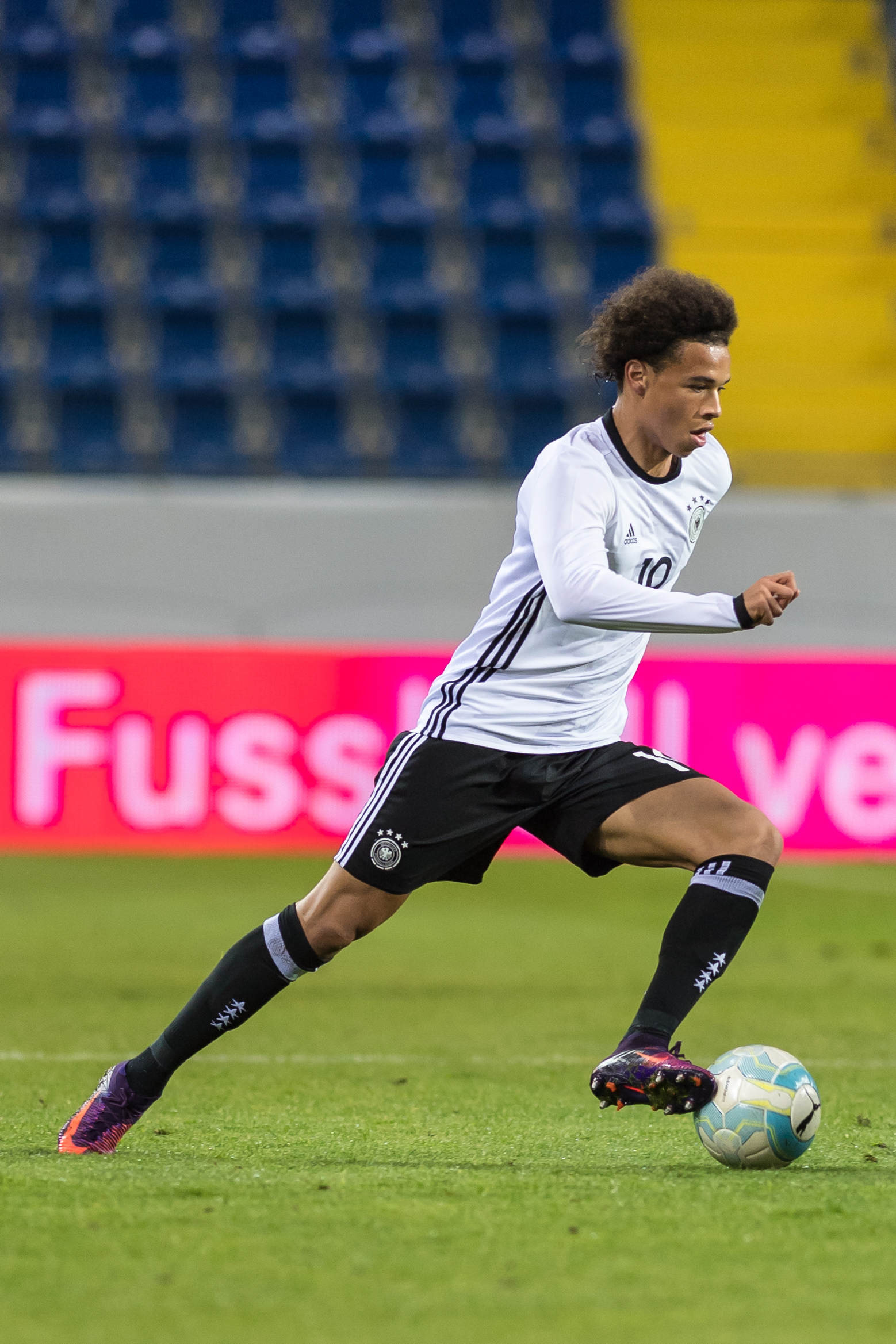
Sané con la nazionale tedesca Under-21 nel 2016

Vanta 11 presenze e 4 reti con la selezione Under-19 della Germania, 6 presenze e 5 reti con l'Under-21.
Esordisce nella nazionale maggiore il 13 novembre 2015, nell'amichevole giocata contro la Francia allo Stade de France a Saint-Denis. Convocato per il campionato d'Europa 2016 in Francia, scende in campo in una sola occasione, nella semifinale giocata contro la Francia, persa per 2-0 dalla squadra tedesca.
Viene convocato per la Confederations Cup 2017 in Russia, ma a causa di un infortunio dà forfait senza però poter esser sostituito, e vincendo di conseguenza il trofeo.
Escluso dai convocati della Germania per il campionato del mondo 2018, il 15 novembre 2018 realizza la sua prima rete in nazionale nell'amichevole giocata in casa contro la Russia e vinta per 3-0 dai tedeschi.
Viene convocato per la fase finale della UEFA Nations League 2024-2025, dove la Germania, padrona di casa, si piazza quarta.

## Statistiche

### Presenze e reti nei club
Statistiche aggiornate al 4 giugno 2025.
| Stagione               | Squadra                | Campionato             | Campionato | Campionato | Coppe nazionali | Coppe nazionali | Coppe nazionali | Coppe continentali | Coppe continentali | Coppe continentali | Altre coppe | Altre coppe | Altre coppe | Totale | Totale |
| Stagione               | Squadra                | Comp                   | Pres       | Reti       | Comp            | Pres            | Reti            | Comp               | Pres               | Reti               | Comp        | Pres        | Reti        | Pres   | Reti   |
| ---------------------- | ---------------------- | ---------------------- | ---------- | ---------- | --------------- | --------------- | --------------- | ------------------ | ------------------ | ------------------ | ----------- | ----------- | ----------- | ------ | ------ |
| 2013-2014              | Schalke 04             | BL                     | 1          | 0          | CG              | -               | -               | UCL                | -                  | -                  | -           | -           | -           | 1      | 0      |
| 2014-2015              | Schalke 04             | BL                     | 13         | 3          | CG              | -               | -               | UCL                | 1                  | 1                  | -           | -           | -           | 14     | 4      |
| 2015-2016              | Schalke 04             | BL                     | 33         | 8          | CG              | 2               | 0               | UEL                | 7                  | 1                  | -           | -           | -           | 42     | 9      |
| Totale Schalke 04      | Totale Schalke 04      | Totale Schalke 04      | 47         | 11         |                 | 2               | 0               |                    | 8                  | 2                  |             | -           | -           | 57     | 13     |
| 2016-2017              | Manchester City        | PL                     | 26         | 5          | FACup+CdL       | 5+2             | 2+0             | UCL                | 4                  | 2                  | -           | -           | -           | 37     | 9      |
| 2017-2018              | Manchester City        | PL                     | 32         | 10         | FACup+CdL       | 3+5             | 1+3             | UCL                | 9                  | 0                  | -           | -           | -           | 49     | 14     |
| 2018-2019              | Manchester City        | PL                     | 31         | 10         | FACup+CdL       | 4+3             | 2+0             | UCL                | 8                  | 4                  | CS          | 1           | 0           | 47     | 16     |
| 2019-2020              | Manchester City        | PL                     | 1          | 0          | FACup+CdL       | -               | -               | UCL                | -                  | -                  | CS          | 1           | 0           | 2      | 0      |
| Totale Manchester City | Totale Manchester City | Totale Manchester City | 90         | 25         |                 | 22              | 8               |                    | 21                 | 6                  |             | 2           | 0           | 135    | 39     |
| 2020-2021              | Bayern Monaco          | BL                     | 32         | 6          | CG              | 1               | 1               | UCL                | 8                  | 3                  | SG+SU+Cmc   | 0+1+2       | 0           | 44     | 10     |
| 2021-2022              | Bayern Monaco          | BL                     | 32         | 7          | CG              | 2               | 1               | UCL                | 10                 | 6                  | SG          | 1           | 0           | 45     | 14     |
| 2022-2023              | Bayern Monaco          | BL                     | 32         | 8          | CG              | 3               | 1               | UCL                | 8                  | 4                  | SG          | 1           | 1           | 44     | 14     |
| 2023-2024              | Bayern Monaco          | BL                     | 27         | 8          | CG              | 2               | 0               | UCL                | 12                 | 2                  | SG          | 1           | 0           | 42     | 10     |
| 2024-2025              | Bayern Monaco          | BL                     | 30         | 11         | CG              | 2               | 1               | UCL                | 13                 | 1                  | CmC         | -           | -           | 45     | 13     |
| Totale Bayern Monaco   | Totale Bayern Monaco   | Totale Bayern Monaco   | 153        | 40         |                 | 10              | 4               |                    | 41                 | 16                 |             | 6           | 1           | 220    | 61     |
| Totale carriera        | Totale carriera        | Totale carriera        | 290        | 76         |                 | 34              | 12              |                    | 74                 | 24                 |             | 8           | 1           | 406    | 113    |

### Cronologia presenze e reti in nazionale
| Cronologia completa delle presenze e delle reti in nazionale ― Germania | Cronologia completa delle presenze e delle reti in nazionale ― Germania | Cronologia completa delle presenze e delle reti in nazionale ― Germania | Cronologia completa delle presenze e delle reti in nazionale ― Germania | Cronologia completa delle presenze e delle reti in nazionale ― Germania | Cronologia completa delle presenze e delle reti in nazionale ― Germania | Cronologia completa delle presenze e delle reti in nazionale ― Germania | Cronologia completa delle presenze e delle reti in nazionale ― Germania |
| Data                                                                    | Città                                                                   | In casa                                                                 | Risultato                                                               | Ospiti                                                                  | Competizione                                                            | Reti                                                                    | Note                                                                    |
| ----------------------------------------------------------------------- | ----------------------------------------------------------------------- | ----------------------------------------------------------------------- | ----------------------------------------------------------------------- | ----------------------------------------------------------------------- | ----------------------------------------------------------------------- | ----------------------------------------------------------------------- | ----------------------------------------------------------------------- |
| 13-11-2015                                                              | Saint-Denis                                                             | Francia                                                                 | 2 – 0                                                                   | Germania                                                                | Amichevole                                                              | -                                                                       | 61’                                                                     |
| 29-5-2016                                                               | Augusta                                                                 | Germania                                                                | 1 – 3                                                                   | Slovacchia                                                              | Amichevole                                                              | -                                                                       |                                                                         |
| 4-6-2016                                                                | Gelsenkirchen                                                           | Germania                                                                | 2 – 0                                                                   | Ungheria                                                                | Amichevole                                                              | -                                                                       | 69’                                                                     |
| 7-7-2016                                                                | Marsiglia                                                               | Germania                                                                | 0 – 2                                                                   | Francia                                                                 | Euro 2016 - Semifinale                                                  | -                                                                       | 79’                                                                     |
| 22-3-2017                                                               | Dortmund                                                                | Germania                                                                | 1 – 0                                                                   | Inghilterra                                                             | Amichevole                                                              | -                                                                       |                                                                         |
| 26-3-2017                                                               | Baku                                                                    | Azerbaigian                                                             | 1 – 4                                                                   | Germania                                                                | Qual. Mondiali 2018                                                     | -                                                                       | 84’                                                                     |
| 5-10-2017                                                               | Belfast                                                                 | Irlanda del Nord                                                        | 1 – 3                                                                   | Germania                                                                | Qual. Mondiali 2018                                                     | -                                                                       | 72’                                                                     |
| 8-10-2017                                                               | Kaiserslautern                                                          | Germania                                                                | 5 – 1                                                                   | Azerbaigian                                                             | Qual. Mondiali 2018                                                     | -                                                                       |                                                                         |
| 10-11-2017                                                              | Londra                                                                  | Inghilterra                                                             | 0 – 0                                                                   | Germania                                                                | Amichevole                                                              | -                                                                       | 87’                                                                     |
| 23-3-2018                                                               | Düsseldorf                                                              | Germania                                                                | 1 – 1                                                                   | Spagna                                                                  | Amichevole                                                              | -                                                                       | 68’                                                                     |
| 27-3-2018                                                               | Berlino                                                                 | Germania                                                                | 0 – 1                                                                   | Brasile                                                                 | Amichevole                                                              | -                                                                       | 61’                                                                     |
| 2-6-2018                                                                | Klagenfurt am Wörthersee                                                | Austria                                                                 | 2 – 1                                                                   | Germania                                                                | Amichevole                                                              | -                                                                       | 67’                                                                     |
| 6-9-2018                                                                | Monaco di Baviera                                                       | Germania                                                                | 0 – 0                                                                   | Francia                                                                 | UEFA Nations League 2018-2019 - 1º turno                                | -                                                                       | 83’                                                                     |
| 13-10-2018                                                              | Amsterdam                                                               | Paesi Bassi                                                             | 3 – 0                                                                   | Germania                                                                | UEFA Nations League 2018-2019 - 1º turno                                | -                                                                       | 57’                                                                     |
| 16-10-2018                                                              | Saint-Denis                                                             | Francia                                                                 | 2 – 1                                                                   | Germania                                                                | UEFA Nations League 2018-2019 - 1º turno                                | -                                                                       | 76’                                                                     |
| 15-11-2018                                                              | Lipsia                                                                  | Germania                                                                | 3 – 0                                                                   | Russia                                                                  | Amichevole                                                              | 1                                                                       | 78’                                                                     |
| 19-11-2018                                                              | Gelsenkirchen                                                           | Germania                                                                | 2 – 2                                                                   | Paesi Bassi                                                             | UEFA Nations League 2018-2019 - 1º turno                                | 1                                                                       | 80’                                                                     |
| 20-3-2019                                                               | Wolfsburg                                                               | Germania                                                                | 1 – 1                                                                   | Serbia                                                                  | Amichevole                                                              | -                                                                       | 90+6’                                                                   |
| 24-3-2019                                                               | Amsterdam                                                               | Paesi Bassi                                                             | 2 – 3                                                                   | Germania                                                                | Qual. Euro 2020                                                         | 1                                                                       |                                                                         |
| 8-6-2019                                                                | Barysaŭ                                                                 | Bielorussia                                                             | 0 – 2                                                                   | Germania                                                                | Qual. Euro 2020                                                         | 1                                                                       |                                                                         |
| 11-6-2019                                                               | Magonza                                                                 | Germania                                                                | 8 – 0                                                                   | Estonia                                                                 | Qual. Euro 2020                                                         | 1                                                                       |                                                                         |
| 3-9-2020                                                                | Stoccarda                                                               | Germania                                                                | 1 – 1                                                                   | Spagna                                                                  | UEFA Nations League 2020-2021 - 1º turno                                | -                                                                       | 63’                                                                     |
| 6-9-2020                                                                | Basilea                                                                 | Svizzera                                                                | 1 – 1                                                                   | Germania                                                                | UEFA Nations League 2020-2021 - 1º turno                                | -                                                                       | 46’                                                                     |
| 14-11-2020                                                              | Lipsia                                                                  | Germania                                                                | 3 – 1                                                                   | Ucraina                                                                 | UEFA Nations League 2020-2021 - 1º turno                                | 1                                                                       | 86’                                                                     |
| 17-11-2020                                                              | Siviglia                                                                | Spagna                                                                  | 6 – 0                                                                   | Germania                                                                | UEFA Nations League 2020-2021 - 1º turno                                | -                                                                       | 61’                                                                     |
| 25-3-2021                                                               | Duisburg                                                                | Germania                                                                | 3 – 0                                                                   | Islanda                                                                 | Qual. Mondiali 2022                                                     | -                                                                       | 79’                                                                     |
| 28-3-2021                                                               | Bucarest                                                                | Romania                                                                 | 0 – 1                                                                   | Germania                                                                | Qual. Mondiali 2022                                                     | -                                                                       | 90+4’                                                                   |
| 31-3-2021                                                               | Duisburg                                                                | Germania                                                                | 1 – 2                                                                   | Macedonia del Nord                                                      | Qual. Mondiali 2022                                                     | -                                                                       | 46’                                                                     |
| 2-6-2021                                                                | Innsbruck                                                               | Germania                                                                | 1 – 1                                                                   | Danimarca                                                               | Amichevole                                                              | -                                                                       | 57’ 86’                                                                 |
| 7-6-2021                                                                | Düsseldorf                                                              | Germania                                                                | 7 – 1                                                                   | Lettonia                                                                | Amichevole                                                              | 1                                                                       | 46’                                                                     |
| 15-6-2021                                                               | Monaco di Baviera                                                       | Francia                                                                 | 1 – 0                                                                   | Germania                                                                | Euro 2020 - 1º turno                                                    | -                                                                       | 74’                                                                     |
| 19-6-2021                                                               | Monaco di Baviera                                                       | Portogallo                                                              | 2 – 4                                                                   | Germania                                                                | Euro 2020 - 1º turno                                                    | -                                                                       | 87’                                                                     |
| 23-6-2021                                                               | Monaco di Baviera                                                       | Germania                                                                | 2 – 2                                                                   | Ungheria                                                                | Euro 2020 - 1º turno                                                    | -                                                                       | 61’                                                                     |
| 29-6-2021                                                               | Londra                                                                  | Inghilterra                                                             | 2 – 0                                                                   | Germania                                                                | Euro 2020 - Ottavi di finale                                            | -                                                                       | 88’                                                                     |
| 2-9-2021                                                                | San Gallo                                                               | Liechtenstein                                                           | 0 – 2                                                                   | Germania                                                                | Qual. Mondiali 2022                                                     | 1                                                                       |                                                                         |
| 5-9-2021                                                                | Stoccarda                                                               | Germania                                                                | 6 – 0                                                                   | Armenia                                                                 | Qual. Mondiali 2022                                                     | -                                                                       | 60’                                                                     |
| 8-9-2021                                                                | Reykjavík                                                               | Islanda                                                                 | 0 – 4                                                                   | Germania                                                                | Qual. Mondiali 2022                                                     | 1                                                                       | 60’                                                                     |
| 8-10-2021                                                               | Amburgo                                                                 | Germania                                                                | 2 – 1                                                                   | Romania                                                                 | Qual. Mondiali 2022                                                     | -                                                                       | 89’                                                                     |
| 11-11-2021                                                              | Wolfsburg                                                               | Germania                                                                | 9 – 0                                                                   | Liechtenstein                                                           | Qual. Mondiali 2022                                                     | 2                                                                       | 64’                                                                     |
| 14-11-2021                                                              | Erevan                                                                  | Armenia                                                                 | 1 – 4                                                                   | Germania                                                                | Qual. Mondiali 2022                                                     | -                                                                       | 60’                                                                     |
| 26-3-2022                                                               | Sinsheim                                                                | Germania                                                                | 2 – 0                                                                   | Israele                                                                 | Amichevole                                                              | -                                                                       | 71’                                                                     |
| 29-3-2022                                                               | Amsterdam                                                               | Paesi Bassi                                                             | 1 – 1                                                                   | Germania                                                                | Amichevole                                                              | -                                                                       | 86’                                                                     |
| 4-6-2022                                                                | Bologna                                                                 | Italia                                                                  | 1 – 1                                                                   | Germania                                                                | UEFA Nations League 2022-2023 - 1º turno                                | -                                                                       | 59’                                                                     |
| 7-6-2022                                                                | Monaco di Baviera                                                       | Germania                                                                | 1 – 1                                                                   | Inghilterra                                                             | UEFA Nations League 2022-2023 - 1º turno                                | -                                                                       | 83’                                                                     |
| 14-6-2022                                                               | Mönchengladbach                                                         | Germania                                                                | 5 – 2                                                                   | Italia                                                                  | UEFA Nations League 2022-2023 - 1º turno                                | -                                                                       | 82’                                                                     |
| 23-9-2022                                                               | Lipsia                                                                  | Germania                                                                | 0 – 1                                                                   | Ungheria                                                                | UEFA Nations League 2022-2023 - 1º turno                                | -                                                                       |                                                                         |
| 26-9-2022                                                               | Londra                                                                  | Inghilterra                                                             | 3 – 3                                                                   | Germania                                                                | UEFA Nations League 2022-2023 - 1º turno                                | -                                                                       | 68’                                                                     |
| 16-11-2022                                                              | Mascate                                                                 | Oman                                                                    | 0 – 1                                                                   | Germania                                                                | Amichevole                                                              | -                                                                       |                                                                         |
| 27-11-2022                                                              | Al Khor                                                                 | Spagna                                                                  | 1 – 1                                                                   | Germania                                                                | Mondiali 2022 - 1º turno                                                | -                                                                       | 70’                                                                     |
| 1-12-2022                                                               | Al Khor                                                                 | Costa Rica                                                              | 2 – 4                                                                   | Germania                                                                | Mondiali 2022 - 1º turno                                                | -                                                                       |                                                                         |
| 12-6-2023                                                               | Brema                                                                   | Germania                                                                | 3 – 3                                                                   | Ucraina                                                                 | Amichevole                                                              | -                                                                       |                                                                         |
| 16-6-2023                                                               | Varsavia                                                                | Polonia                                                                 | 1 – 0                                                                   | Germania                                                                | Amichevole                                                              | -                                                                       | 68’                                                                     |
| 20-6-2023                                                               | Gelsenkirchen                                                           | Germania                                                                | 0 – 2                                                                   | Colombia                                                                | Amichevole                                                              | -                                                                       |                                                                         |
| 9-9-2023                                                                | Wolfsburg                                                               | Germania                                                                | 1 – 4                                                                   | Giappone                                                                | Amichevole                                                              | 1                                                                       |                                                                         |
| 12-9-2023                                                               | Dortmund                                                                | Germania                                                                | 2 – 1                                                                   | Francia                                                                 | Amichevole                                                              | 1                                                                       |                                                                         |
| 14-10-2023                                                              | East Hartford                                                           | Stati Uniti                                                             | 1 – 3                                                                   | Germania                                                                | Amichevole                                                              | 1                                                                       | 71’                                                                     |
| 17-10-2023                                                              | Filadelfia                                                              | Messico                                                                 | 2 – 2                                                                   | Germania                                                                | Amichevole                                                              | -                                                                       |                                                                         |
| 18-11-2023                                                              | Berlino                                                                 | Germania                                                                | 2 – 3                                                                   | Turchia                                                                 | Amichevole                                                              | -                                                                       |                                                                         |
| 21-11-2023                                                              | Vienna                                                                  | Austria                                                                 | 2 – 0                                                                   | Germania                                                                | Amichevole                                                              | -                                                                       | 49’                                                                     |
| 7-6-2024                                                                | Mönchengladbach                                                         | Germania                                                                | 2 – 1                                                                   | Grecia                                                                  | Amichevole                                                              | -                                                                       | 46’                                                                     |
| 14-6-2024                                                               | Monaco di Baviera                                                       | Germania                                                                | 5 – 1                                                                   | Scozia                                                                  | Euro 2024 - 1º turno                                                    | -                                                                       | 63’                                                                     |
| 19-6-2024                                                               | Stoccarda                                                               | Germania                                                                | 2 – 0                                                                   | Ungheria                                                                | Euro 2024 - 1º turno                                                    | -                                                                       | 58’                                                                     |
| 23-6-2024                                                               | Francoforte sul Meno                                                    | Svizzera                                                                | 1 – 1                                                                   | Germania                                                                | Euro 2024 - 1º turno                                                    | -                                                                       | 76’                                                                     |
| 29-6-2024                                                               | Dortmund                                                                | Germania                                                                | 2 – 0                                                                   | Danimarca                                                               | Euro 2024 - Ottavi di finale                                            | -                                                                       | 88’                                                                     |
| 5-7-2024                                                                | Stoccarda                                                               | Spagna                                                                  | 2 – 1 dts                                                               | Germania                                                                | Euro 2024 - Quarti di finale                                            | -                                                                       | 46’                                                                     |
| 16-11-2024                                                              | Friburgo in Brisgovia                                                   | Germania                                                                | 7 – 0                                                                   | Bosnia ed Erzegovina                                                    | UEFA Nations League 2024-2025 - 1º turno                                | 1                                                                       | 58’                                                                     |
| 19-11-2024                                                              | Budapest                                                                | Ungheria                                                                | 1 – 1                                                                   | Germania                                                                | UEFA Nations League 2024-2025 - 1º turno                                | -                                                                       | 80’                                                                     |
| 20-3-2025                                                               | Milano                                                                  | Italia                                                                  | 1 – 2                                                                   | Germania                                                                | UEFA Nations League 2024-2025 - Quarti di finale                        | -                                                                       | 82’                                                                     |
| 23-3-2025                                                               | Dortmund                                                                | Germania                                                                | 3 – 3                                                                   | Italia                                                                  | UEFA Nations League 2024-2025 - Quarti di finale                        | -                                                                       | 63’                                                                     |
| 4-6-2025                                                                | Monaco di Baviera                                                       | Germania                                                                | 1 – 2                                                                   | Portogallo                                                              | UEFA Nations League 2024-2025 - Semifinale                              | -                                                                       | 60’                                                                     |
| Totale                                                                  |                                                                         | Presenze                                                                | 70                                                                      |                                                                         | Reti                                                                    | 15                                                                      |                                                                         |

| Cronologia completa delle presenze e delle reti in nazionale ― Germania under 21 | Cronologia completa delle presenze e delle reti in nazionale ― Germania under 21 | Cronologia completa delle presenze e delle reti in nazionale ― Germania under 21 | Cronologia completa delle presenze e delle reti in nazionale ― Germania under 21 | Cronologia completa delle presenze e delle reti in nazionale ― Germania under 21 | Cronologia completa delle presenze e delle reti in nazionale ― Germania under 21 | Cronologia completa delle presenze e delle reti in nazionale ― Germania under 21 | Cronologia completa delle presenze e delle reti in nazionale ― Germania under 21 |
| Data                                                                             | Città                                                                            | In casa                                                                          | Risultato                                                                        | Ospiti                                                                           | Competizione                                                                     | Reti                                                                             | Note                                                                             |
| -------------------------------------------------------------------------------- | -------------------------------------------------------------------------------- | -------------------------------------------------------------------------------- | -------------------------------------------------------------------------------- | -------------------------------------------------------------------------------- | -------------------------------------------------------------------------------- | -------------------------------------------------------------------------------- | -------------------------------------------------------------------------------- |
| 3-9-2015                                                                         | Lubecca                                                                          | Germania under 21                                                                | 2 – 1                                                                            | Danimarca under 21                                                               | Amichevole                                                                       | -                                                                                | 73’                                                                              |
| 9-10-2015                                                                        | Essen                                                                            | Germania under 21                                                                | 4 – 0                                                                            | Finlandia under 21                                                               | Qual. Europeo Under-21 2017                                                      | 2                                                                                |                                                                                  |
| 13-10-2015                                                                       | Tórshavn                                                                         | Fær Øer under 21                                                                 | 0 – 6                                                                            | Germania under 21                                                                | Qual. Europeo Under-21 2017                                                      | 1                                                                                |                                                                                  |
| 17-11-2015                                                                       | Fürth                                                                            | Germania under 21                                                                | 4 – 2                                                                            | Austria under 21                                                                 | Qual. Europeo Under-21 2017                                                      | 1                                                                                | 55’                                                                              |
| 24-3-2016                                                                        | Francoforte sul Meno                                                             | Germania under 21                                                                | 4 – 1                                                                            | Fær Øer under 21                                                                 | Qual. Europeo Under-21 2017                                                      | 1                                                                                |                                                                                  |
| 29-3-2016                                                                        | Rostov                                                                           | Russia under 21                                                                  | 0 – 2                                                                            | Germania under 21                                                                | Qual. Europeo Under-21 2017                                                      | -                                                                                | 90+1’                                                                            |
| 7-10-2016                                                                        | Ingolstadt                                                                       | Germania under 21                                                                | 4 – 3                                                                            | Russia under 21                                                                  | Qual. Europeo Under-21 2017                                                      | -                                                                                | 89’                                                                              |
| 11-10-2016                                                                       | Sankt Pölten                                                                     | Austria under 21                                                                 | 1 – 4                                                                            | Germania under 21                                                                | Qual. Europeo Under-21 2017                                                      | -                                                                                |                                                                                  |
| 10-11-2016                                                                       | Berlino                                                                          | Germania under 21                                                                | 1 – 0                                                                            | Turchia under 21                                                                 | Amichevole                                                                       | -                                                                                | 80’                                                                              |
| 15-11-2016                                                                       | Tychy                                                                            | Polonia under 21                                                                 | 1 – 0                                                                            | Germania under 21                                                                | Amichevole                                                                       | -                                                                                |                                                                                  |
| Totale                                                                           |                                                                                  | Presenze                                                                         | 10                                                                               |                                                                                  | Reti                                                                             | 5                                                                                |                                                                                  |

## Palmarès

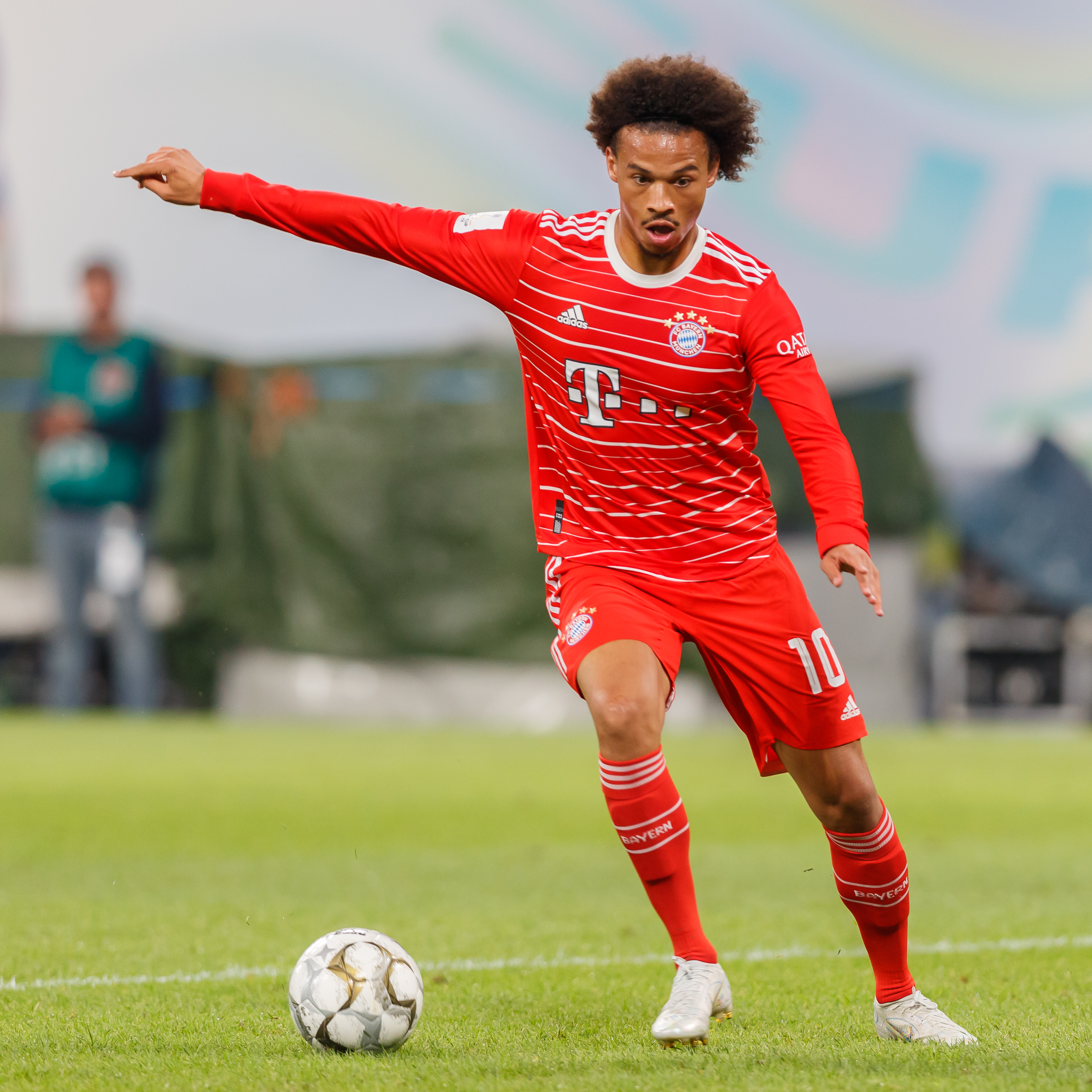
Sané in azione con la maglia del Bayern nel 2022

### Club

#### Competizioni giovanili
- Under-19 Bundesliga: 1

Schalke 04 U19: 2014-2015

#### Competizioni nazionali
- Campionato inglese: 2

Manchester City: 2017-2018, 2018-2019
- Coppa di Lega inglese: 2

Manchester City: 2017-2018, 2018-2019
- Coppa d'Inghilterra: 1

Manchester City: 2018-2019
- Community Shield: 2

Manchester City: 2018, 2019
- Campionato tedesco: 4

Bayern Monaco: 2020-2021, 2021-2022, 2022-2023, 2024-2025
- Supercoppa di Germania: 3

Bayern Monaco: 2020, 2021, 2022

#### Competizioni internazionali
- Supercoppa UEFA: 1

Bayern Monaco: 2020
- Coppa del mondo per club: 1

Bayern Monaco: 2020

### Nazionale
- Confederations Cup: 1

Russia 2017

### Individuale
- Giovane dell'anno della PFA:1

2018
- Miglior giocatore della fase a gironi della UEFA Champions League: 1

2022